# Holotrichia longiuscula
Holotrichia longiuscula är en skalbaggsart som beskrevs av Moser 1909. Holotrichia longiuscula ingår i släktet Holotrichia och familjen Melolonthidae. Inga underarter finns listade i Catalogue of Life.